# Hanna Öberg
Hanna Linnea Öberg (* 2. November 1995 in Kiruna) ist eine schwedische Biathletin. Sie ist zweifache Olympiasiegerin und dreifache Weltmeisterin.

## Sportliche Laufbahn

### Jugend- und Juniorenbereich und IBU-Cup-Debüt (bis 2016)
Öberg trainierte in ihrer Kindheit zunächst Skilanglauf im Verein Hemmingsmark SK und nahm 2005 den Biathlonsport im Piteå Skidskytte Klubb auf. Von 2011 bis 2015 besuchte sie das Skigymnasium in Sollefteå im Biathlonzweig und bestritt in dieser Zeit ihre ersten internationalen Wettkämpfe im Nachwuchsbereich. Ab 2012 nahm sie fünf Jahre in Folge an den Jugend- und Juniorenweltmeisterschaften teil und gewann bei ihrem ersten Start in Kontiolahti mit Linn Persson und Lotten Sjödén die Silbermedaille im Staffelrennen. Ihr erstes Ergebnis unter den besten Zehn eines Einzelwettkampfs erreichte sie als Verfolgungssiebte 2014. In ihrem letzten Jahr als Juniorin wurde Öberg 2016 in Cheile Grădiștei sowohl im Sprint- als auch im Verfolgungsrennen Weltmeisterin ihrer Altersklasse, blieb in beiden Rennen ohne Fehlschuss und triumphierte jeweils vor Lena Häcki aus der Schweiz. Zudem gewann sie mit Anna Magnusson und Sofia Myhr die Silbermedaille im Staffelrennen, wobei sie als Schlussläuferin zum Einsatz kam. Für ihre Erfolge zeichnete der schwedische Biathlonverband Öberg am Ende der Saison 2015/16 als Biathletin des Jahres (geschlechterübergreifend, im Original: „Årets skidskytt“) aus.
Mit Blick auf die Olympischen Winterspiele 2018 und auf die Heim-WM 2019 in Östersund – und vor dem Hintergrund eines deutlichen Leistungsrückgangs im Weltcupteam nach den Rücktritten der Weltmeisterinnen Helena Ekholm und Anna Carin Zidek – setzten die schwedischen Trainer ab 2014 auf die Förderung junger Biathleten. Bereits im Frühjahr 2014 fand die zu diesem Zeitpunkt 18-jährige Öberg erstmals Berücksichtigung im A-Kader für die Sommervorbereitung, ebenso 2015, als Wolfgang Pichler die Position des Cheftrainers übernahm, die er bis 2019 innehatte. Öberg würdigte später das Training unter Pichler als wichtigen Teil ihrer Entwicklung. In der Saison 2015/16 erhielt sie Einsätze im IBU-Cup, der zweithöchsten Wettkampfserie im Erwachsenenbereich, und erreichte als Einzelbestleistung einen elften Platz im Sprint. Außerdem verpasste sie bei den Europameisterschaften gemeinsam mit Tobias Arwidson in der Single-Mixed-Staffel als Vierte nur um einen Rang den Gewinn einer Medaille.

### Anfänge im Weltcup und Olympiasieg (2016 bis 2018)

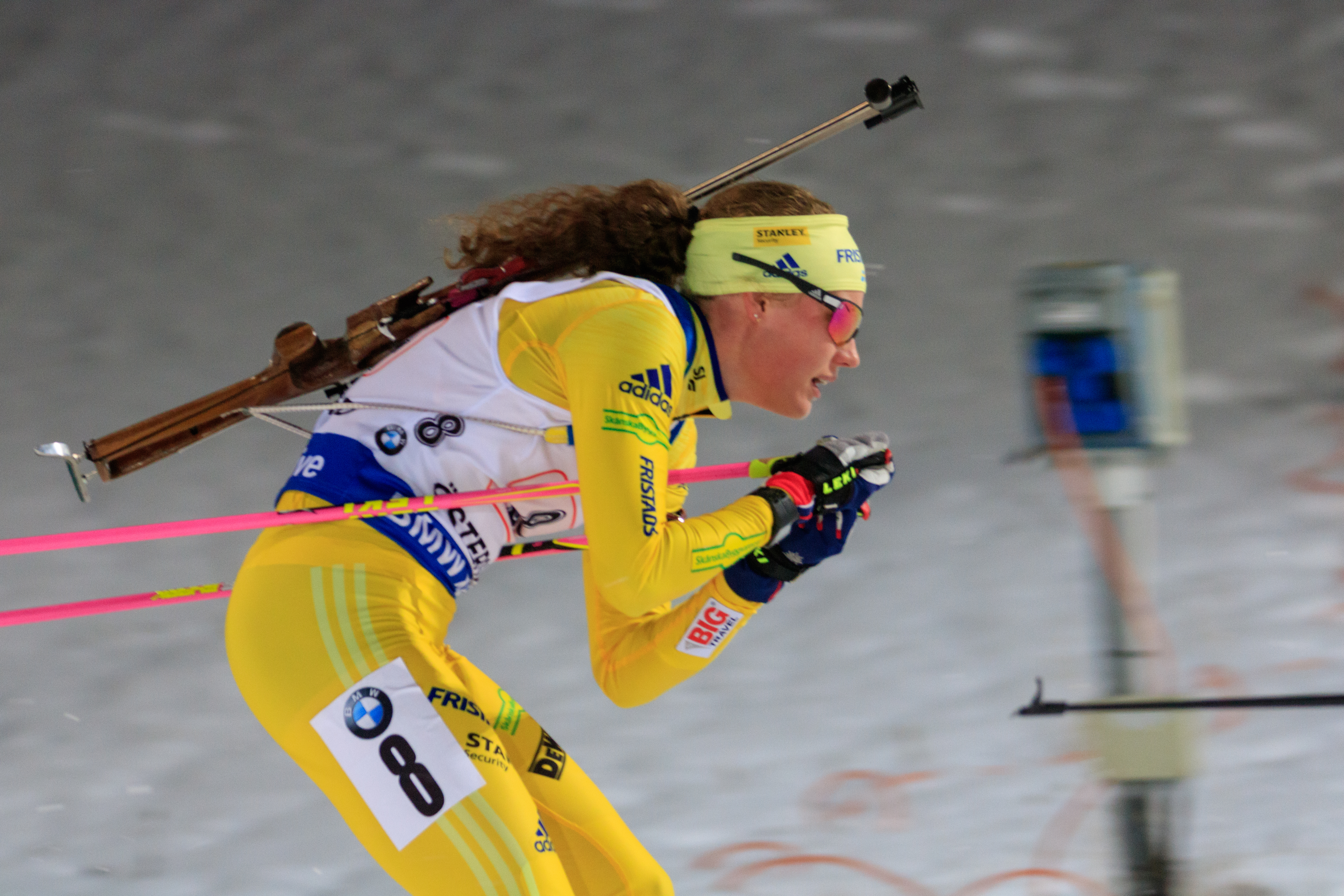
Öberg beim Weltcup in Östersund 2017

Zum Auftakt der Saison 2016/17 debütierte Öberg im heimischen Östersund im Weltcup und erreichte mit Anna Magnusson, Jesper Nelin und Fredrik Lindström in der Mixed-Staffel den sechsten Platz. Öberg lief dabei an zweiter Position und übergab mit nur wenigen Sekunden Rückstand auf die führende italienische Staffel. Drei Tage später belegte sie in ihrem ersten Einzelrennen den achten Platz (durch die rückwirkende Sperre der Russin Glasyrina rückte sie später nachträglich auf den siebten Rang vor): Im 15-Kilometer-Wettkampf traf sie bei schwierigen Windbedingungen mit 16 von 20 Schüssen und war beim Sieg Laura Dahlmeiers beste Schwedin. Im weiteren Saisonverlauf erreichte sie in Ruhpolding als Siebte des Sprints und Fünfte der anschließenden Verfolgung zwei weitere Top-Ten-Ergebnisse, verpasste aber zugleich bei acht von vierzehn Einzelstarts die Punkteränge der besten 40. Im Gesamtweltcup reihte sie sich auf dem 47. Platz ein, womit sie hinter Anna Magnusson und Mona Brorsson die am drittbesten platzierte Athletin ihres Teams war. Der Biathlon-Weltverband IBU zeichnete Öberg als Rookie of the Year aus.
Öberg verpasste krankheitsbedingt mehrere der ersten Weltcuprennen 2017/18, erreichte aber in Ruhpolding als Schlussläuferin mit der schwedischen Staffel den dritten Rang und somit ihren ersten Podestplatz. Bei den Olympischen Winterspielen 2018 belegte sie im Sprint und in der Verfolgung die Positionen sieben und fünf. Drei Tage später blieb sie als eine von drei Starterinnen im 15-Kilometer-Einzelrennen ohne Schießfehler und wurde – ohne bis dahin ein Rennen im Weltcup gewonnen zu haben – Olympiasiegerin vor Anastasiya Kuzmina. Im Massenstart landete sie wiederum auf dem fünften Platz, zum Abschluss der olympischen Wettkämpfe gewann sie zusammen mit Linn Persson, Mona Brorsson und Anna Magnusson in der Frauenstaffel die Silbermedaille. Als Schlussläuferin war sie auf Rang acht ins Rennen gegangen und hatte als einzige der führenden Athletinnen beim abschließenden Schießen alle fünf Scheiben ohne Nachladepatrone getroffen. Auch bei den letzten drei Weltcups des Winters konnte sie ihre Form mit dem fünften Platz im Massenstart von Kontiolahti bestätigen.

### Etablierung in der Weltspitze (2018 bis 2022)

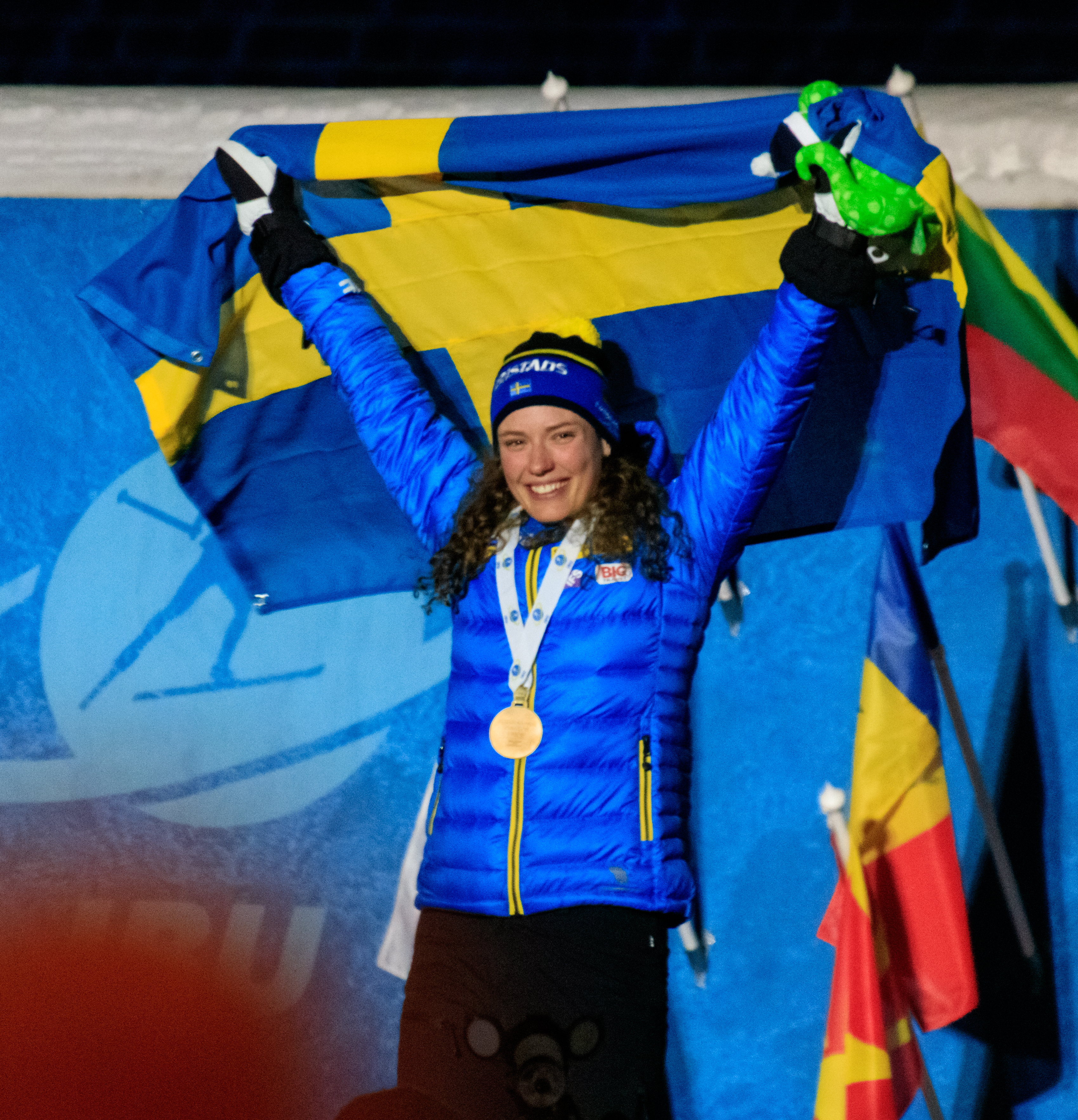
Öberg nach dem Gewinn der Goldmedaille bei den Weltmeisterschaften 2019

Die Saison 2018/19 startete für Öberg mit einem achten Platz im Einzel auf der Pokljuka. Daraufhin wurde sie leicht krank, konnte danach aber in Nové Město nach fehlerfreiem Schießen und Platz sechs im Sprint in der Verfolgung als Dritte ihre erste Podiumsplatzierung in Einzelrennen im Weltcup erreichen. Weitere dritte Plätze folgten beim Sprint in Oberhof und beim Sprint in Ruhpolding, insgesamt lief sie im Weltcup konstant gute Rennen und platzierte sich im Dezember und Januar siebenmal in Folge unter den besten Zehn. Wie das gesamte schwedische Team ließ Öberg die Weltcups in Canmore und Soldier Hollow aus und nahm stattdessen an den Europameisterschaften 2019 in Minsk-Raubitschy teil. Dort gewann sie die Goldmedaille im Einzel und die Bronzemedaille im Sprint. Bei den Weltmeisterschaften an ihrem Wohnort Östersund erreichte sie in jedem Rennen inklusive der Staffeln einen der ersten fünf Plätze. Darunter waren wie im Vorjahr bei Olympia der Titel im Einzel und somit auch ihr erster Weltcupsieg sowie die Silbermedaille mit der Frauenstaffel. Mit Sebastian Samuelsson holte sie zudem in der erstmals ausgetragenen Single-Mixed-Staffel die Bronzemedaille. Beim folgenden Weltcupfinale in Oslo gewann Hanna Öberg das letzte Rennen der Saison, den Massenstart, und sicherte sich somit den Sieg in der Einzelwertung für diese Disziplin sowie den fünften Platz im Gesamtweltcup.
Im Winter 2019/20 nahm Öberg an 19 Einzelweltcuprennen teil, bei denen sie 13 Mal einen der vorderen zehn Ränge belegte. Sie entschied dabei den Massenstart auf der Pokljuka ebenso für sich wie die Gesamtwertung des Einzelweltcups, während sie im Gesamtweltcup den vierten Rang einnahm. Bei den Weltmeisterschaften in Antholz holte sie – nach mehreren vierten und fünften Plätzen – die Bronzemedaille im Massenstart. Zusammen mit Sebastian Samuelsson gewann sie in Östersund ihr erstes Staffelrennen, auch mit der Frauenstaffel kam sie, jeweils als Schlussläuferin eingesetzt, zweimal auf das Podest. Insbesondere Öbergs Laufleistungen steigerten sich 2019/20 gegenüber der vorangegangenen Saisons: 2018 und 2019 waren ihre Zeiten etwa zwei Prozent schneller gewesen als der Schnitt des Weltcupfeldes, 2020 unterbot sie die Durchschnittszeiten auf der Strecke um vier Prozent.
In die Saison 2020/21 stieg Öberg mit drei Siegen bei den ersten Weltcuprennen des Winters in Kontiolahti ein: Zwei Sprinterfolge jeweils mit fehlerfreiem Schießen brachten ihr zwischenzeitlich die Spitzenposition in der Gesamtwertung; zudem führte sie am 5. Dezember 2020 die schwedische Frauenstaffel als Schlussläuferin zum ersten Weltcupsieg seit fast zehn Jahren. Sowohl in der Staffel als auch in den Einzelrennen stand sie mehrmals gemeinsam mit ihrer Schwester Elvira auf dem Podest. Im weiteren Saisonverlauf fuhr sie keinen weiteren Einzelsieg ein, gewann aber unter anderem bei den Weltmeisterschaften 2021 auf der Pokljuka hinter Markéta Davidová die Silbermedaille im 15-Kilometer-Rennen und zusätzlich zwei Bronzemedaillen in der Mixed- sowie in der Single-Mixed-Staffel. Insbesondere zum Saisonfinale ließen Öbergs Leistungen deutlich nach, was sie und ihr Trainer Johannes Lukas mit Müdigkeitsgefühlen erklärten. Im Gesamtweltcup fiel sie auf den vierten Rang zurück, errang aber nach Ende der Weltcupsaison die schwedischen Meistertitel im Massenstart und in der Single-Mixed-Staffel (zusammen mit Jesper Nelin).
Wie in den beiden Vorwintern belegte Öberg in der Saison 2021/22 den vierten Rang im Gesamtweltcup. Beim Saisonauftakt in Östersund gewann sie das Sprintrennen vor Anaïs Chevalier-Bouchet, im Dezember 2021 entschied sie gemeinsam mit ihren Teamkolleginnen das Staffelrennen in Hochfilzen für sich. Im Saisonverlauf blieb sie mit einer mittleren Trefferquote von unter 80 % hinter ihren Schießleistungen der vorangegangenen Jahre zurück. Ihre Schwester Elvira Öberg belegte den zweiten Rang im Gesamtweltcup und löste Hanna mit vier Einzelsiegen als erfolgreichste schwedische Biathletin des Winters ab. Bei den Olympischen Winterspielen 2022 in Peking gewannen beide Schwestern zusammen mit Linn Persson und Mona Brorsson Gold mit der Staffel. In den olympischen Einzelrennen verpasste Öberg Platzierungen unter den besten Zehn.

### Weitere Weltmeistertitel (seit 2022)

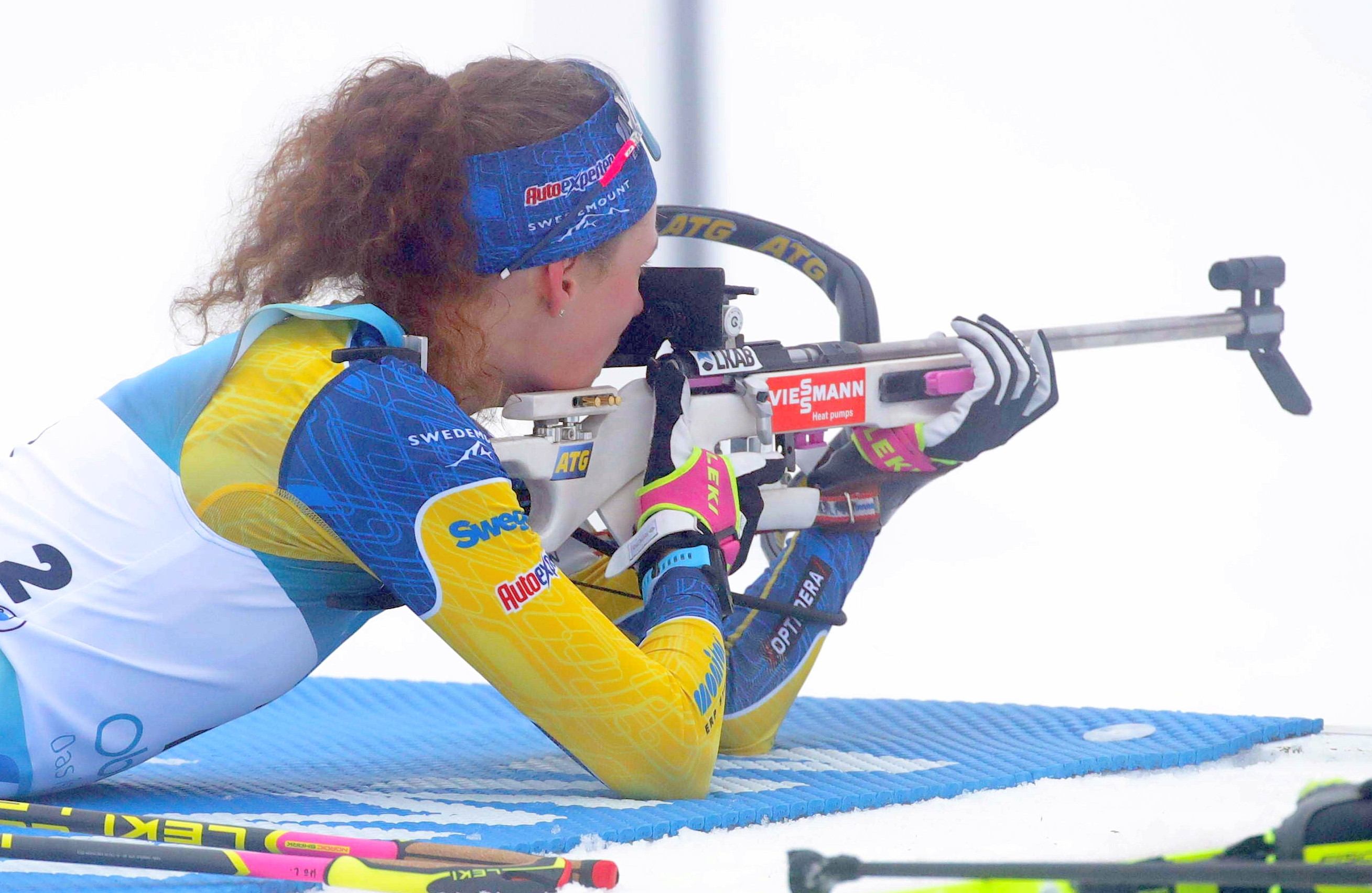
Hanna Öberg beim Liegendschießen im 10-km-Verfolgungsbewerb bei der Biathlon-WM in Oberhof

In die Saison 2022/23 startete Öberg mit einem Sieg beim 15-Kilometer-Einzelwettbewerb in Kontiolahti Ende November. In den folgenden Wochen erreichte sie kein weiteres Podiumsergebnis, erkältete sich zudem in der Weihnachtspause und verpasste deswegen die Rennen auf der Pokljuka Anfang Januar 2023. Rückblickend auf die Saison bezeichnete sie die krankheitsbedingte Ruhephase als Wendepunkt: Sie habe ihr Ziel vom Sieg im Gesamtweltcup aufgeben müssen und sich dadurch wieder mehr auf die einzelnen Wettkämpfe konzentrieren können. Ihr Trainer Johannes Lukas bescheinigte ihr nach der Krankheit einen verbesserten Fokus. Bei der Biathlon-WM in Oberhof im Februar 2023 gewann Öberg die Goldmedaille im Einzel (vor ihrer Teamkollegin Linn Persson) und im Massenstart (vor Ingrid Landmark Tandrevold) sowie Silber im Sprint und Bronze mit der Staffel. Sie war damit die erfolgreichste Sportlerin der Weltmeisterschaften. Zum Saisonabschluss gewann Öberg den Massenstart am Osloer Holmenkollen und stand in der Gesamtwertung des Weltcups auf dem achten Rang.
In den Wintern 2023/24 und 2024/25 belegte Öberg jeweils Platz zwölf im Gesamtweltcup. Sie erreichte sporadisch in Einzelrennen das Podium. Zur gleichen Zeit entschied sie mit verschiedenen Teamkollegen insgesamt fünf Frauen-, Mixed- und Single-Mixed-Staffeln für sich. Im Januar 2024 erklärte Öberg, dass sie sich im Vorfeld der Saison eine Knieverletzung zugezogen habe, die sie in einigen Wettkämpfen einschränke. Zum Jahresende 2024 setzte sie wegen einer Erkältung mehrere Wettbewerbe aus. Bei den Weltmeisterschaften 2024 in Nové Město gewann sie Silber mit der Frauenstaffel und Bronze mit der Mixedstaffel, ein Jahr später in Lenzerheide holte sie mit dem Frauenquartett Bronze. Sowohl 2024 als auch 2025 wurde Öberg schwedische Meisterin im Sprint.

## Persönliches und Würdigung
Öberg wurde in Kiruna in der Provinz Norrbotten geboren und zog mit ihrer Familie als Kind in die Gemeinde Piteå. Dort gründete ihr Vater Mitte der 2000er Jahre den Piteå Skidskytte Klubb, in dem neben Öberg auch die etwa gleichaltrige Anna Magnusson trainierte. Magnussons und Öbergs Laufbahnen verliefen längere Zeit weitgehend parallel, so besuchten beide das Skigymnasium in Sollefteå. Magnusson wurde 2015 – ein Jahr früher als Öberg – Teil des schwedischen Weltcupteams und holte bei der Junioren-WM 2016 im von Öberg gewonnenen Sprint die Bronzemedaille. Beide schrieben 2017 in einem Interview mit der Regionalzeitung Norrbottens kuriren dem freundschaftlichen Wettbewerb untereinander einen Großteil des gemeinsamen Erfolgs zu. Hanna Öbergs vier Jahre jüngere Schwester Elvira gewann 2018 wenige Wochen nach Hannas Olympiasieg drei Goldmedaillen bei den Jugendweltmeisterschaften, was zu medialen Vergleichen zwischen den Schwestern führte. Im Dezember 2019 liefen beide Öbergs erstmals gemeinsam in einer schwedischen Weltcupstaffel und belegten (mit Linn Persson und Mona Brorsson) den dritten Rang. Hanna Öberg zog nach ihrem Schulabschluss in Sollefteå in Schwedens Biathlonzentrum Östersund, wo sie ein Studium an der Universität aufnahm.
Nach ihrem als große Überraschung wahrgenommenen Olympiasieg – der auf eine Serie siegloser Jahre schwedischer Biathleten im internationalen Bereich folgte – erfuhr Öberg in ihrem Heimatland große Popularität. Ende 2018 erhielt sie sowohl die Svenska-Dagbladet-Goldmedaille für die beste im Jahr erbrachte Leistung eines schwedischen Sportlers als auch den Radiosportens Jerringpris. Bei den Heim-Weltmeisterschaften 2019 in Östersund warben die Veranstalter mit ihrem Konterfei. Dementsprechend würdigten Journalisten ihren erneuten Erfolg bei der Weltmeisterschaft angesichts der gestiegenen Erwartungen als besondere mentale Leistung. Im Sommer 2019 verlieh ihr Kronprinzessin Victoria den Victoriapreis.

## Statistik

### Weltcup

#### Weltcupsiege
| Nr. | Datum         | Ort            | Disziplin   |
| --- | ------------- | -------------- | ----------- |
| 1.  | 12. März 2019 | Östersund (WM) | Einzel      |
| 2.  | 24. März 2019 | Oslo           | Massenstart |
| 3.  | 26. Jan. 2020 | Pokljuka       | Massenstart |
| 4.  | 29. Nov. 2020 | Kontiolahti    | Sprint      |
| 5.  | 4. Dez. 2020  | Kontiolahti    | Sprint      |
| 6.  | 28. Nov. 2021 | Östersund      | Sprint      |
| 7.  | 30. Nov. 2022 | Kontiolahti    | Einzel      |
| 8.  | 19. März 2023 | Oslo           | Massenstart |

| Nr. | Datum         | Ort                  | Disziplin              |
| --- | ------------- | -------------------- | ---------------------- |
| 1.  | 30. Nov. 2019 | Östersund            | Single-Mixed-Staffel 1 |
| 2.  | 5. Dez. 2020  | Kontiolahti          | Staffel 2              |
| 3.  | 5. März 2021  | Nové Město na Moravě | Staffel 3              |
| 4.  | 11. Dez. 2021 | Hochfilzen           | Staffel 4              |
| 5.  | 1. Dez. 2022  | Kontiolahti          | Staffel 4              |
| 6.  | 25. Nov. 2023 | Östersund            | Single-Mixed-Staffel 1 |
| 7.  | 1. Dez. 2024  | Kontiolahti          | Staffel 5              |
| 8.  | 12. Jan. 2025 | Oberhof              | Mixed-Staffel 6        |
| 9.  | 26. Jan. 2025 | Antholz              | Staffel 7              |
| 10. | 16. März 2025 | Pokljuka             | Mixed-Staffel 8        |

#### Weltcupplatzierungen
Die Tabelle zeigt alle Platzierungen (je nach Austragungsjahr einschließlich Olympische Spiele und Weltmeisterschaften).
- 1.–3. Platz: Anzahl der Podiumsplatzierungen
- Top 10: Anzahl der Platzierungen unter den ersten zehn (einschließlich Podium)
- Punkteränge: Anzahl der Platzierungen innerhalb der Punkteränge (einschließlich Podium und Top 10)
- Starts: Anzahl gelaufener Rennen in der jeweiligen Disziplin
- Staffel: inklusive Mixed- und Single-Mixed-Staffeln

| Platzierung               | Einzel | Sprint | Verfolgung | Massenstart | Staffel | Gesamt |
| ------------------------- | ------ | ------ | ---------- | ----------- | ------- | ------ |
| 1. Platz                  | 2      | 3      |            | 3           | 10      | 18     |
| 2. Platz                  | 3      | 3      | 4          | 2           | 11      | 23     |
| 3. Platz                  |        | 2      | 6          | 3           | 10      | 21     |
| Top 10                    | 12     | 24     | 26         | 22          | 57      | 141    |
| Punkteränge               | 19     | 54     | 45         | 29          | 58      | 205    |
| Starts                    | 21     | 64     | 48         | 29          | 58      | 220    |
| Stand: Saisonende 2024/25 |        |        |            |             |         |        |

### Olympische Winterspiele
|                                          | Einzelwettbewerbe | Einzelwettbewerbe | Einzelwettbewerbe | Einzelwettbewerbe | Staffelwettbewerbe | Staffelwettbewerbe |
| Sprint                                   | Verfolgung        | Einzel            | Massenstart       | Frauenstaffel     | Mixedstaffel       |                    |
| ---------------------------------------- | ----------------- | ----------------- | ----------------- | ----------------- | ------------------ | ------------------ |
| Olympische Winterspiele 2018 Pyeongchang | 7.                | 5.                | 1.                | 5.                | 2.                 | 11.                |
| Olympische Winterspiele 2022 Peking      | 19.               | 18.               | 16.               | 25.               | 1.                 | 4.                 |

### Weltmeisterschaften

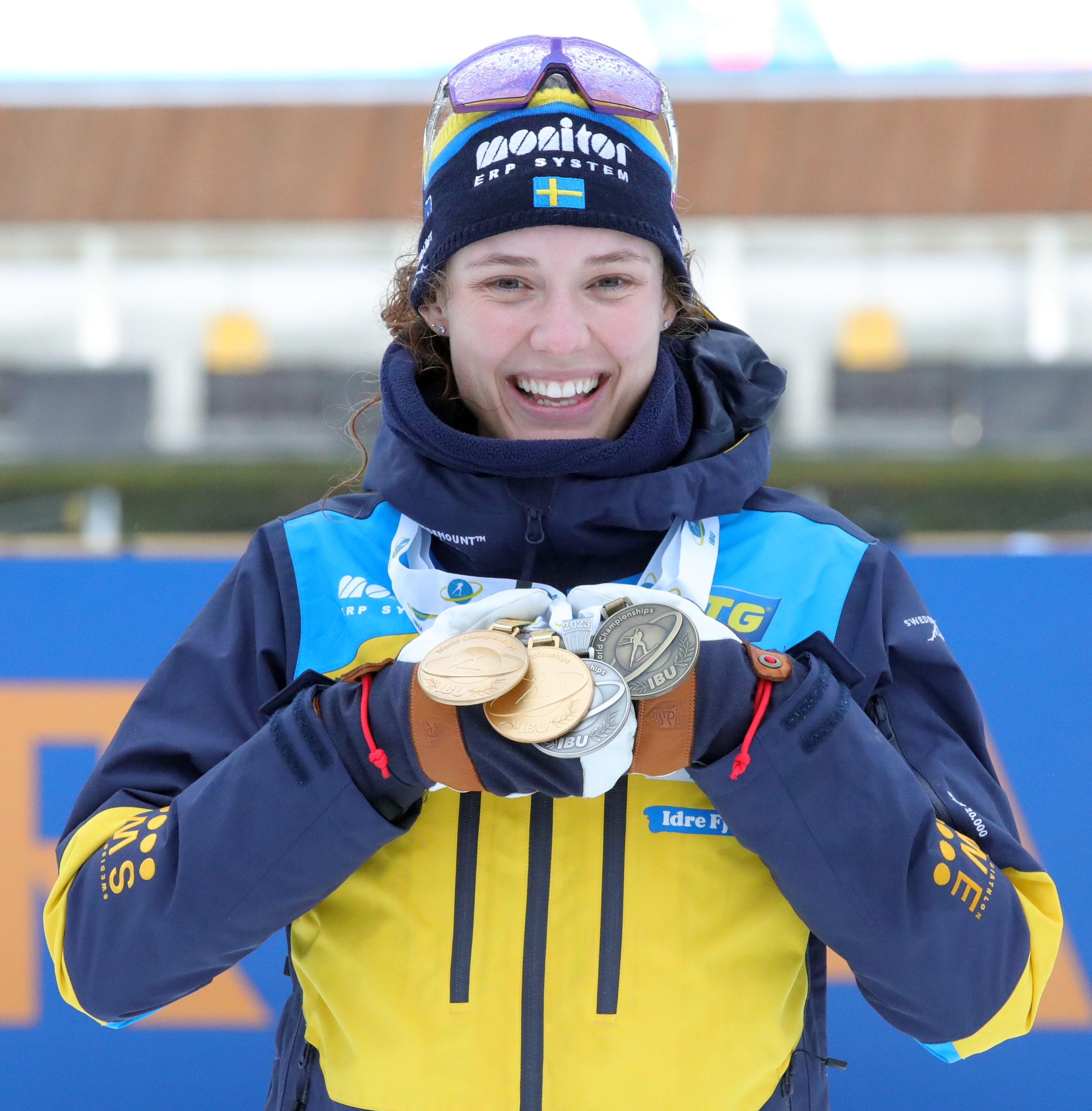
Öberg mit ihren vier bei der WM 2023 gewonnenen Medaillen

|                                               | Einzelwettbewerbe | Einzelwettbewerbe | Einzelwettbewerbe | Einzelwettbewerbe | Staffelwettbewerbe | Staffelwettbewerbe | Staffelwettbewerbe |
| Sprint                                        | Verfolgung        | Einzel            | Massenstart       | Frauenstaffel     | Mixedstaffel       | S.-M.-Staffel      |                    |
| --------------------------------------------- | ----------------- | ----------------- | ----------------- | ----------------- | ------------------ | ------------------ | ------------------ |
| Biathlon-Weltmeisterschaften 2017 Hochfilzen  | 40.               | 49.               | 55.               | –                 | 6.                 | 6.                 |                    |
| Biathlon-Weltmeisterschaften 2019 Östersund   | 4.                | 5.                | 1.                | 4.                | 2.                 | 5.                 | 3.                 |
| Biathlon-Weltmeisterschaften 2020 Antholz     | 18.               | 4.                | 4.                | 3.                | 5.                 | 11.                | 4.                 |
| Biathlon-Weltmeisterschaften 2021 Pokljuka    | 10.               | 13.               | 2.                | 7.                | 5.                 | 3.                 | 3.                 |
| Biathlon-Weltmeisterschaften 2023 Oberhof     | 2.                | 12.               | 1.                | 1.                | 3.                 | 9.                 | 4.                 |
| Biathlon-Weltmeisterschaften 2024 Nové Město  | 8.                | 5.                | 16.               | 9.                | 2.                 | 3.                 | 4.                 |
| Biathlon-Weltmeisterschaften 2025 Lenzerheide | 19.               | 11.               | 43.               | 30.               | 3.                 | 5.                 | –                  |

### Europameisterschaften
| Veranstaltung               | Sprint | Verfolgung | Einzel | Massenstart | Mixed-Staffel | Single-Mixed-Staffel |
| --------------------------- | ------ | ---------- | ------ | ----------- | ------------- | -------------------- |
| EM 2016 in Tjumen           | 40.    | 22.        |        | 13.         | –             | 4.                   |
| EM 2019 in Minsk-Raubitschy | 3.     |            | 1.     |             | –             | –                    |

### Jugend-/Juniorenweltmeisterschaften
| Veranstaltung                        | Einzel | Sprint | Verfolgung | Staffel |
| ------------------------------------ | ------ | ------ | ---------- | ------- |
| Jugend-WM 2012 in Kontiolahti        | 43.    | 51.    | 45.        | 2.      |
| Jugend-WM 2013 in Obertilliach       | DNS    | 42.    | 29.        | 20.     |
| Jugend-WM 2014 in Presque Isle       | 27.    | 19.    | 7.         | 7.      |
| Junioren-WM 2015 in Minsk            | 13.    | 16.    | 19.        | 4.      |
| Junioren-WM 2016 in Cheile Grădiștei | 10     | 1.     | 1.         | 2.      |

## Auszeichnungen und Preise
- 2018: Svenska-Dagbladet-Goldmedaille (Bragdguldet)
- 2018: Radiosportens Jerringpris
- 2019: Victoriapriset